# Колосовка (Омская область)
Колосовка — село, административный центр Колосовского района Омской области России.

## География
Расположено на реке Оше, в 234 км от Омска, 178 км от железнодорожной станции Называевская и 70 км от речного порта Тары.
Площадь Колосовки составляет 1200 га. Село находится в 30 км от географического центра Омской области.
Транспортная связь осуществляется автомобильным транспортом.

## История
Селение основано в 1626 году, первоначально называлось Нижне-Колосовским. Первопоселенцы были
выходцами из Изюцкого погоста, были также крестьяне из Центральной России.
Село являлось центром Нижне-Колосовской, а в 1868—1896 годах — Корсинской волости Тарского уезда Тобольской губернии.
С 1925 года — административный центр Нижне-Колосовского района Тарского округа Сибирского края.
Село Нижне-Колосовское и деревня Верхне-Колосовка были объединены под названием Колосовка.
В 1963—1965 годах входило в состав Тюкалинского района.
С 1965 года снова является административным центром восстановленного Колосовского района.

## Население
Село Нижне-Колосовское
- 1869—116 дворов, 491 человек (240 м — 251 ж)
- 1893—146 дворов, 659 человек (341 м — 318 ж)
- 1912—118 самост. хоз-в, 885 человек (448 м — 437 ж)
- 1926—262 хоз-ва, 1164 человека (574 м — 590 ж)
- 1930 — 1,8 тыс. человек

Деревня Верхне-Колосовская
- 1869 — 12 дворов, 83 человека (43 м — 40 ж)
- 1893 — 10 дворов, 69 человек (32 м — 37 ж)
- 1912 — 13 самост. хоз-в, 77 человек (40 м — 37 ж)
- 1926 — 19 хоз-в, 100 человек (47 м — 53 ж)

| 1869  | 1893  | 1912  | 1926  | 1930  | 1939  | 1959  |
| ----- | ----- | ----- | ----- | ----- | ----- | ----- |
| 491   | ↗659  | ↗885  | ↗1164 | ↗1800 | ↗2139 | ↗3294 |
| 1970  | 1979  | 1989  | 2002  | 2010  | 2021  |       |
| ↗4121 | ↗5334 | ↗5891 | ↘5829 | ↘5313 | ↘4836 |       |

Национальный состав
Проживают русские, немцы, украинцы, поляки, белорусы, казахи, сибирские и казанские татары, эстонцы, латыши, чеченцы, армяне, евреи, чуваши.